# Halowe Mistrzostwa Świata w Lekkoatletyce 2008 – bieg na 60 m przez płotki mężczyzn
Bieg na 60 m przez płotki mężczyzn – jedna z konkurencji rozgrywanych podczas halowych mistrzostw świata w lekkoatletyce w 2008. Eliminacje, półfinały oraz finał odbyły się 8 marca.
Do eliminacji zgłoszonych zostało 33 zawodników z 24 państw.
Zawody w tej konkurencji wygrał reprezentant Chin Liu Xiang. Drugą pozycję zajął zawodnik ze Stanów Zjednoczonych Allen Johnson, trzecią zaś ex aequo Łotysz Staņislavs Olijars i Rosjanin Jewgienij Borisow.

## Wyniki

### Eliminacje
Źródło: 
Bieg 1
| Miejsce | Zawodnik         | Państwo   | Wynik | Uwagi |
| ------- | ---------------- | --------- | ----- | ----- |
| 1.      | Jackson Quiñónez | Hiszpania | 7,58  |       |
| 2.      | Thomas Blaschek  | Niemcy    | 7,61  |       |
| 3.      | Adrien Deghelt   | Belgia    | 7,73  | PB    |
| 4.      | Damjan Zlatnar   | Słowenia  | 7,76  |       |
| 5.      | Anselmo da Silva | Brazylia  | 7,80  | PB    |
| 6.      | Dominik Bochenek | Polska    | 7,83  |       |

Bieg 2
| Miejsce | Zawodnik           | Państwo  | Wynik | Uwagi |
| ------- | ------------------ | -------- | ----- | ----- |
| 1.      | Staņislavs Olijars | Łotwa    | 7,72  |       |
| 2.      | Liu Xiang          | Chiny    | 7,73  | SB    |
| 3.      | Maksim Łynsza      | Białoruś | 7,80  |       |
| 4.      | Samuel Coco-Viloin | Francja  | 7,85  |       |
| 5.      | Decosma Wright     | Jamajka  | 7,85  |       |
| 6.      | Shamar Sands       | Bahamy   | 7,97  | SB    |
| 7.      | Dayron Robles      | Kuba     | 8,53  |       |

Bieg 3
| Miejsce | Zawodnik               | Państwo  | Wynik | Uwagi |
| ------- | ---------------------- | -------- | ----- | ----- |
| 1.      | Petr Svoboda           | Czechy   | 7,71  |       |
| 2.      | Robert Kronberg        | Szwecja  | 7,73  |       |
| 3.      | Yoel Hernández         | Kuba     | 7,74  |       |
| 4.      | Jewgienij Borisow      | Rosja    | 7,79  |       |
| 5.      | Éder Antônio Souza     | Brazylia | 7,89  |       |
| 6.      | Yūji Ōhashi            | Japonia  | 8,01  | PB    |
| 7.      | Rayzam Shah Wan Sofian | Malezja  | 8,26  |       |

Bieg 4
| Miejsce | Zawodnik         | Państwo           | Wynik | Uwagi |
| ------- | ---------------- | ----------------- | ----- | ----- |
| 1.      | Allan Scott      | Wielka Brytania   | 7,64  |       |
| 2.      | Allen Johnson    | Stany Zjednoczone | 7,67  |       |
| 3.      | Paulo Villar     | Kolumbia          | 7,68  |       |
| 4.      | Shi Dongpeng     | Chiny             | 7,72  | SB    |
| 5.      | Masato Naitō     | Japonia           | 7,75  | NR    |
| 6.      | Stanislav Sajdok | Czechy            | 7,81  |       |

Bieg 5
| Miejsce | Zawodnik             | Państwo             | Wynik | Uwagi |
| ------- | -------------------- | ------------------- | ----- | ----- |
| 1.      | David Oliver         | Stany Zjednoczone   | 7,59  |       |
| 2.      | Maurice Wignall      | Jamajka             | 7,61  | SB    |
| 3.      | Willi Mathiszik      | Niemcy              | 7,70  |       |
| 4.      | Alexandru Mihăilescu | Rumunia             | 7,88  |       |
| 5.      | Igor Pieriemota      | Rosja               | 7,93  |       |
| 6.      | Rene Oruman          | Estonia             | 8,00  |       |
| 7.      | Toriki Urarii        | Polinezja Francuska | 8,52  | PB    |

### Półfinały
Źródło: 
Bieg 1
| Miejsce | Zawodnik         | Państwo           | Wynik | Uwagi |
| ------- | ---------------- | ----------------- | ----- | ----- |
| 1.      | Allan Scott      | Wielka Brytania   | 7,57  |       |
| 2.      | Allen Johnson    | Stany Zjednoczone | 7,64  |       |
| 3.      | Shi Dongpeng     | Chiny             | 7,65  | SB    |
| 4.      | Robert Kronberg  | Szwecja           | 7,75  |       |
| 5.      | Petr Svoboda     | Czechy            | 7,81  |       |
| 6.      | Masato Naitō     | Japonia           | 7,85  |       |
| 7.      | Anselmo da Silva | Brazylia          | 7,94  |       |
| 8.      | Maksim Łynsza    | Białoruś          | 8,03  |       |

Bieg 2
| Miejsce | Zawodnik           | Państwo   | Wynik | Uwagi |
| ------- | ------------------ | --------- | ----- | ----- |
| 1.      | Thomas Blaschek    | Niemcy    | 7,59  |       |
| 2.      | Jewgienij Borisow  | Rosja     | 7,61  |       |
| 3.      | Jackson Quiñónez   | Hiszpania | 7,63  |       |
| 4.      | Adrien Deghelt     | Belgia    | 7,69  | PB    |
| 5.      | Maurice Wignall    | Jamajka   | 7,70  |       |
| 6.      | Paulo Villar       | Kolumbia  | 7,81  |       |
| 7.      | Samuel Coco-Viloin | Francja   | 7,93  |       |
| 8.      | Dominik Bochenek   | Polska    | 7,97  |       |

Bieg 3
| Miejsce | Zawodnik             | Państwo           | Wynik | Uwagi |
| ------- | -------------------- | ----------------- | ----- | ----- |
| 1.      | Liu Xiang            | Chiny             | 7,57  | SB    |
| 2.      | Staņislavs Olijars   | Łotwa             | 7,60  | SB    |
| 3.      | Yoel Hernández       | Kuba              | 7,63  |       |
| 4.      | David Oliver         | Stany Zjednoczone | 7,65  |       |
| 5.      | Willi Mathiszik      | Niemcy            | 7,76  |       |
| 6.      | Damjan Zlatnar       | Słowenia          | 7,77  |       |
| 7.      | Stanislav Sajdok     | Czechy            | 7,85  |       |
| 8.      | Alexandru Mihăilescu | Rumunia           | 7,96  |       |

### Finał
Źródło: 
| Miejsce | Zawodnik           | Państwo           | Wynik | Uwagi |
| ------- | ------------------ | ----------------- | ----- | ----- |
| 01 !    | Liu Xiang          | Chiny             | 7,46  | SB    |
| 02 !    | Allen Johnson      | Stany Zjednoczone | 7,55  |       |
| 03 !    | Jewgienij Borisow  | Rosja             | 7,60  |       |
| 03 !    | Staņislavs Olijars | Łotwa             | 7,60  | SB    |
| 5.      | Thomas Blaschek    | Niemcy            | 7,64  |       |
| 6.      | Allan Scott        | Wielka Brytania   | 7,65  |       |
| 7.      | Jackson Quiñónez   | Hiszpania         | 7,66  |       |
| 8.      | Yoel Hernández     | Kuba              | 7,91  |       |